# Sataspes ribbei
Sataspes ribbei är en fjärilsart som beskrevs av Johannes Karl Max Röber 1885. Sataspes ribbei ingår i släktet Sataspes och familjen svärmare. Inga underarter finns listade.